# Аягоз (станция)
Аягоз (каз. Аягөз станциясы) — железнодорожная станция Казахстанских железных дорог, расположенная в городе Аягозе.

## История
В 1930 году началось строительство Туркестано-Сибирской (Турксиб) железной дороги, которая пролегала по нынешнему городу Аягоз.  В том же году было открыто движение по участку Семей – Арысь, для обеспечения которого на станции Аягоз в 1930 году было сдано в эксплуатацию локомотивное депо. Через два года в депо действовали механический и кузнечный цеха, а также цех для подъёмочного ремонта паровозов. Имелось 120 паровозов, аягозские паровозные бригады обслуживали участок Семипалатинск – Уштобе, протяженностью 762 километров. В 1937 году депо начало перевод составов на систему автоматического торможения и использования автосцепки.
Во время Второй мировой войны в Аягузском депо занимались бронированием паровозов и обучением женщин специальности помощников машинистов. В конце 1943 года на Аягозском участке начали формировать женские бригады машинистов.